# 丹麥的提拉公主 (1880-1945)
提拉公主（丹麥語：Prinsesse Thyra af Danmark，1880年3月14日—1945年11月2日）是丹麥國王弗雷德里克八世和瑞典的路易丝公主的第三個女兒，她有位同名的姑姑。她终生未婚，无子女。